# Mocarstwo lokalne
Mocarstwo lokalne (lub "półmocarstwo" regionalne) – państwo odgrywające dominującą rolę w danym regionie, jednak nie zawsze współdecydujące o losach kontynentu. Kraj będący mocarstwem lokalnym jest przede wszystkim liderem politycznym regionu, może również dominować pod względem gospodarczym, czy militarnym, lecz jeszcze nie zawsze dysponuje silnymi narzędziami do skutecznego działania na arenie międzynarodowej. Mocarstwo lokalne grupuje słabsze od siebie państwa w różnego rodzaju sojuszach, próbuje uczestniczyć w kontynentalnym procesie decyzyjnym np. obecnie wskutek funkcjonowania NATO (wojskowe misje zagraniczne), czy w Unii Europejskiej poprzez działanie struktur integracji europejskiej (umacnianie swojej pozycji w UE). Do takich krajów zaliczane są m.in. Hiszpania, Turcja oraz Polska.